# North Zanesville
North Zanesville è un census-designated place (CDP) degli Stati Uniti d'America, situato nello stato dell'Ohio, in particolare nella Contea di Muskingum.